# 하이 파크

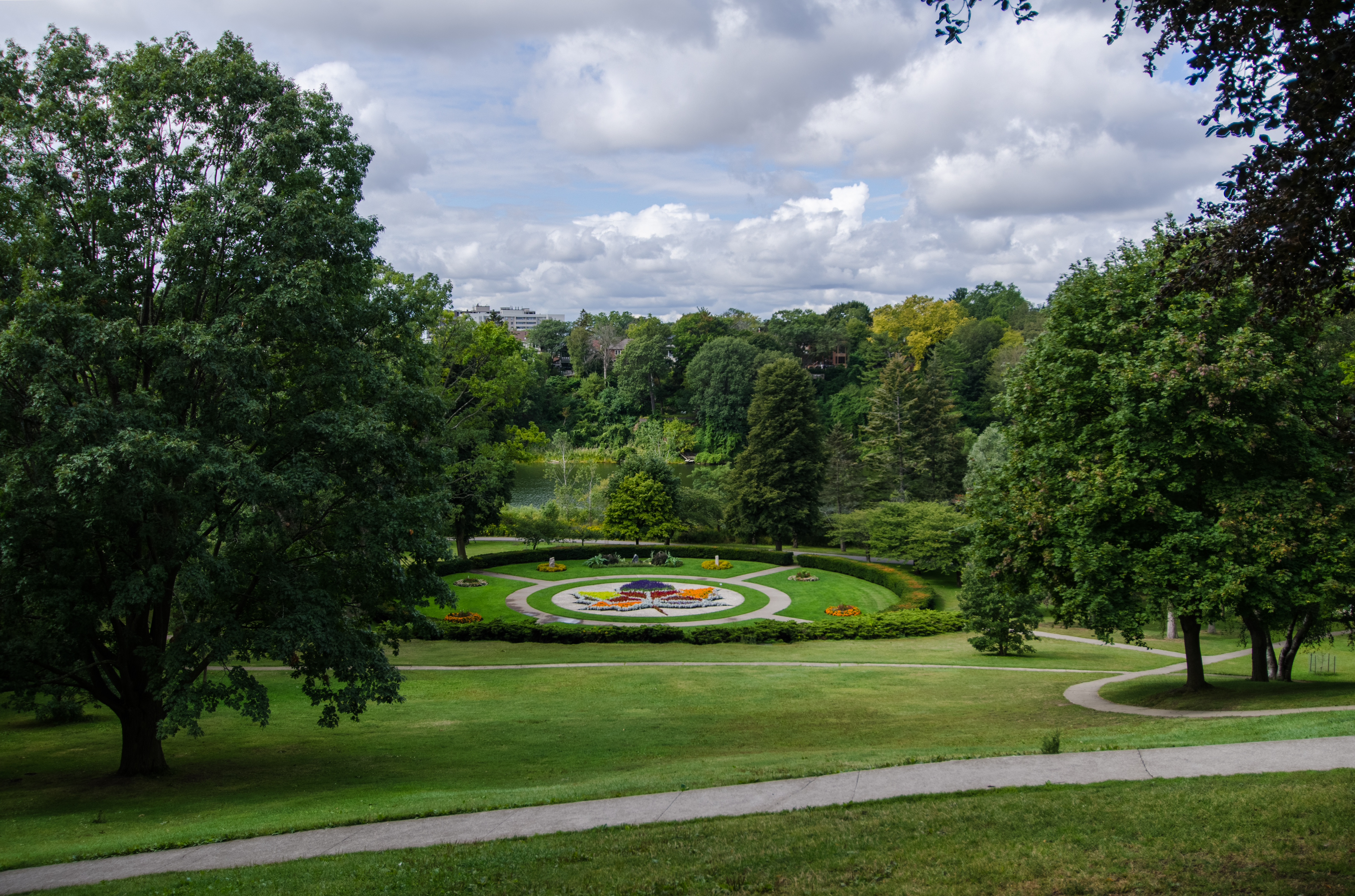
2017년 모습

하이 파크(High Park)는 캐나다 온타리오주 토론토에 있는 시립 공원이다. 하이파크는 체육시설, 문화시설, 교육시설, 정원, 놀이터, 동물원 등을 갖춘 휴양·자연 복합공원이다. 공원의 3분의 1은 자연 상태로 남아 있으며, 희귀한 참나무 사바나 생태 환경을 갖추고 있다. 하이 파크는 1876년 대중에게 공개되었으며 존 조지 하워드(John George Howard)가 토론토 시에 토지를 유산으로 기증한 것을 기반으로 한다. 면적은 161헥타르(400에이커)에 달하며 센테니얼 공원 다음으로 토론토에서 두 번째로 큰 시립 공원이다.
하이 파크는 토론토 시내 서쪽, 험버 베이 북쪽에 위치하고 있으며 토론토 시 공원국에서 관리한다. 블루어가 웨스트에서 온타리오 호수 북쪽의 퀸즈웨이까지 남쪽으로 뻗어 있다. 서쪽은 엘리스파크로드(Ellis Park Road)와 그레나디어 폰드(Grenadier Pond), 동쪽은 파크사이드 드라이브(Parkside Drive)와 경계를 이루고 있다.

## 같이 보기
- 토론토 동물원